# タイガーズアイ

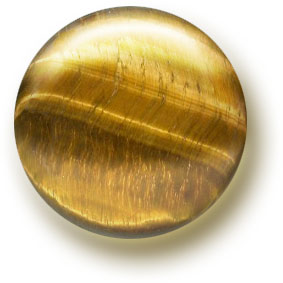
研磨されたタイガーズアイ

タイガーズアイ（またはタイガーアイ、Tiger's eye）は、研磨できらめく金褐色の細かい縞模様がトラの目の虹彩を思わせる、パワーストーンとしても人気の半貴石である。和名で虎目石、虎眼石とも呼ばれる。
古くからある猫目石の歴史を継ぎうる石として、近年になって産出されるようになった石である。

## 産出地
主な原産国は南アフリカ共和国、ナミビア、オーストラリア。

## 性質・特徴

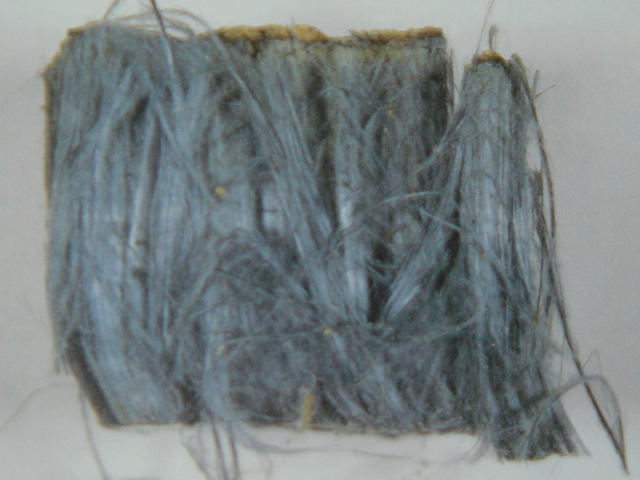
石英化途中のアスベスト

タイガーズアイは、リーベック閃石の繊維状鉱石であるクロシドライト（青石綿）に石英が染み込んで硬化したケイ酸塩鉱物である。
主成分は石英（SiO2）で、モース硬度7.0、比重2.65、ガラス光沢の性質を持つ。 石英化したクロシドライトの繊維組織が幾重も平行に走っているため、タイガーズアイは研磨することにより光の反射に差が生じ、独特な光の筋が生み出される（シャトヤンシー効果）。
クロシドライトには発癌性グループ1の危険度が指摘されているが、タイガーズアイに含まれるものは、極度に風化するか、もしくは完全に石英化していない個体などでない限り、そのままの状態では飛散しない。社団法人日本ジュエリー協会技術部会は、「わざわざ微粉砕しなければ心配ありません」「しかし、原石取り扱い業や研磨業の方は今後も注意を払うことが必要」としている。

## 色による別名称
タイガーズアイは鉄分を含む岩石の隙間で形成されるため、クロシドライトと結びついた鉄分の酸化度合いによって色が決まる。鉄分の錆びた色が黄金色から茶褐色の縞模様となって現れ、これらがタイガーズアイの一般的な色である。
ほとんど酸化せずにクロシドライト本来の灰青色を保持したものは、ホークスアイ（鷹目石）と呼ばれる。まれに両者の中間にあたる緑色も存在し、こちらにはウルフアイ（狼眼石）という別名がついている。青色や黄色っぽい褐色、または緑色が混ざっているものはゼブラアイと呼ばれ、日本では混虎目石という名がある。
人工的な熱処理によって赤色になったものはレッドタイガーズアイ（赤虎目石）と呼ばれる。また、熱処理したタイガーズアイを塩酸に浸すと淡黄色になり、猫目石そっくりになる。この方法で作られた石はブリーチ・タイガズーアイ（抜き虎）と呼ばれ、そこからさらに染料で人工着色したものはダイド・タイガーズアイ(染め虎)として流通している。

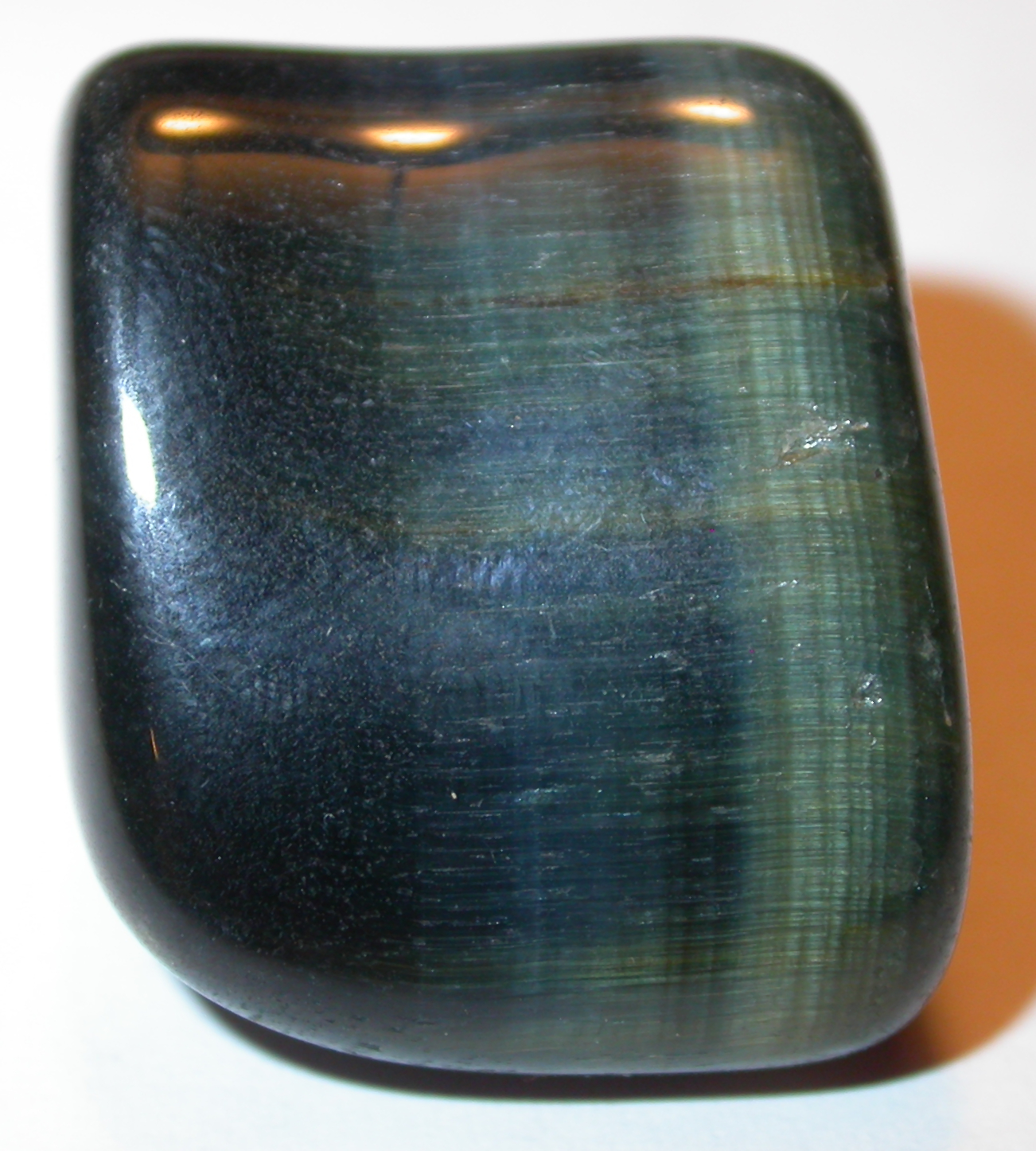
ホークスアイ
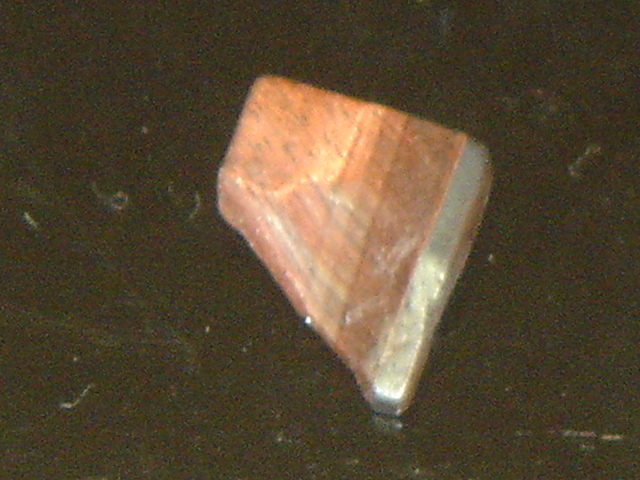
レッドタイガーズアイ